# Rock Sassi
Rock Sassi è un personaggio Disney, ideato dalla coppia di cartoonist Tito Faraci e Giorgio Cavazzano nella storia La lunga notte del commissario Manetta, pubblicata sul n. 2147 di Topolino del 21 gennaio 1997.
Poliziotto di origini texane, ha vissuto la sua infanzia a fianco della nonna, dello zio Rud, e dei cugini Randall e Rufus, esperti truffatori, e in famiglia speravano che continuasse l'attività, ma a sorpresa confessa il suo desiderio di diventare poliziotto, ed anni dopo giunge a Topolinia per sostituire l'ispettore Manetta che ha ricevuto la tanta agognata promozione a commissario, ed è costretto a lasciare il distretto della città. Rock Sassi arriva a Topolinia con il piglio del classico poliziotto cattivo: con l'aspetto di un ranger texano, alto e largo come un armadio, capelli rossi, mascellone prorompente, occhi talmente piccoli da sembrare chiusi, indossa anche un paio di stivaloni e la tipica cravatta da cow-boy, già vista al collo di Tex Willer.
Il personaggio, comunque, dopo poche vignette, si rivela per quella che è la sua vera natura: una caricatura di uno stereotipo classico del "detective tosto" che alterna atteggiamenti da duro ad altri che rasentano l'idiozia. Infatti Sassi si ritrova abbastanza presto a stringere amicizia con Manetta e a collaborare con il nuovo amico nella lotta al crimine, spesso rappresentato dai classici Macchia Nera e Pietro Gambadilegno. Altri autori, comunque, hanno spinto sull'aspetto comico del personaggio, rendendolo ancora più goffo dell'esordio. Tra gli sceneggiatori che ne hanno scritto le avventure si contano principalmente Carlo Panaro e Gianfranco Cordara, ma anche l'ex direttore di Topolino Paolo Cavaglione.
Infine, in L'ispettore Manetta in... 2 piedipiatti in fuga, sempre di Faraci-Cavazzano (Topolino n. 2537 del 13 luglio 2004), vengono approfondite le origini del personaggio: ha scelto la strada della legge nonostante i suoi parenti, dei rozzi campagnoli nell'aspetto identici a lui (anche le donne!), si siano spesso dedicati a compiere piccoli crimini, mai veramente gravi da metterli nei guai con la legge (ad esempio la stampa di banconote false con taglio inesistente), rielaborando in chiave comica le origini del celebre poliziotto televisivo Rick Hunter.
In altre due storie, Topolino, Manetta e Rock Sassi in: Una maglia rosa in giallo e Topolino e la signora del lago, compaiono altri parenti del poliziotto in Italia, precisamente in Emilia Romagna e in Basilicata, da dove il suo bisnonno Pietro emigrò da Matera agli inizi del Novecento.
Le sue avventure hanno iniziato ad essere tradotte in alcuni paesi dell'Europa e in Brasile.